# حلقه دوستان (فیلم ۱۹۹۵)
حلقه دوستان (به انگلیسی: Circle of Friends) فیلمی محصول سال ۱۹۹۵ و به کارگردانی پت اوکانر است. در این فیلم بازیگرانی همچون کریس اودانل، کالین فرث، مینی درایور، جرالدین اورا، سافرون باروز، آیدان گیلن، جان کاوانا، کیران هایندز و جیسون باری ایفای نقش کرده‌اند.